# Colibrís

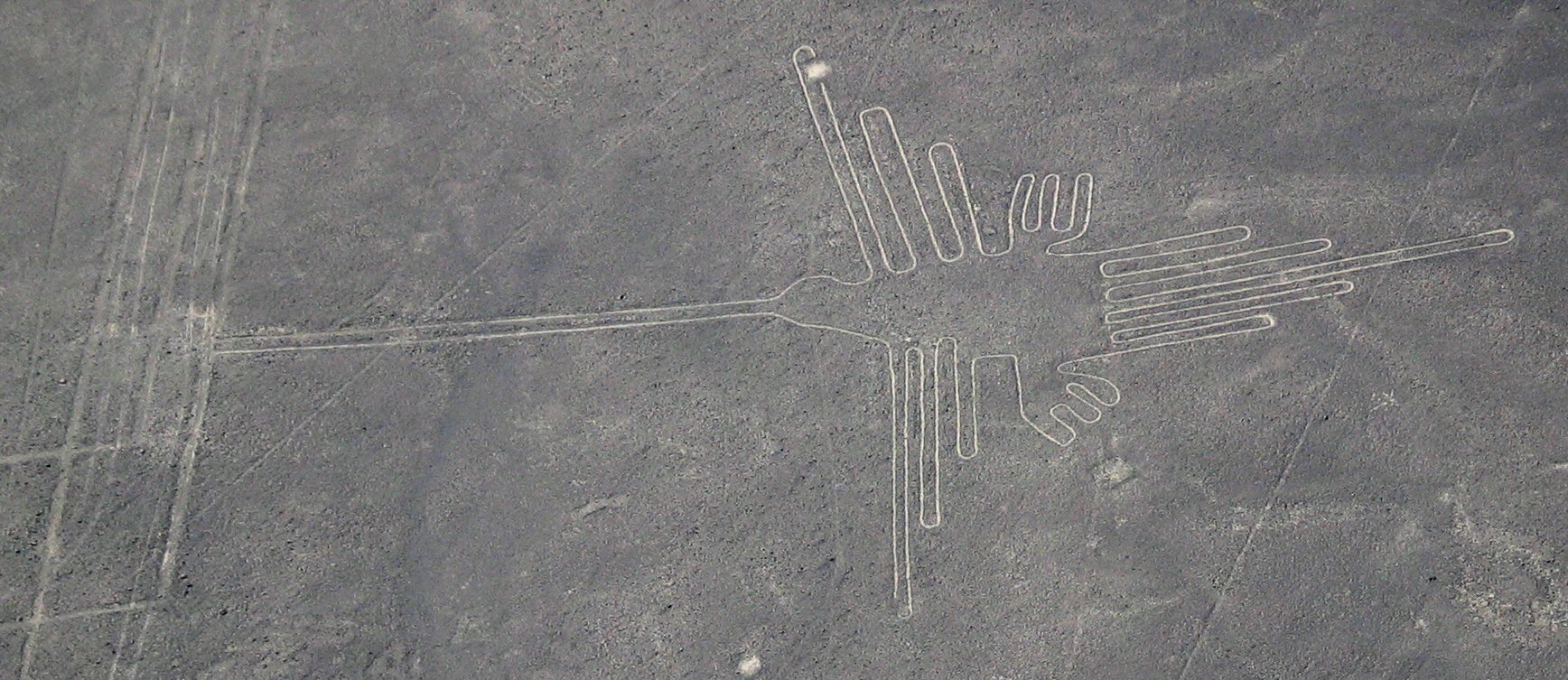
Imatge del colibrí de Nazca

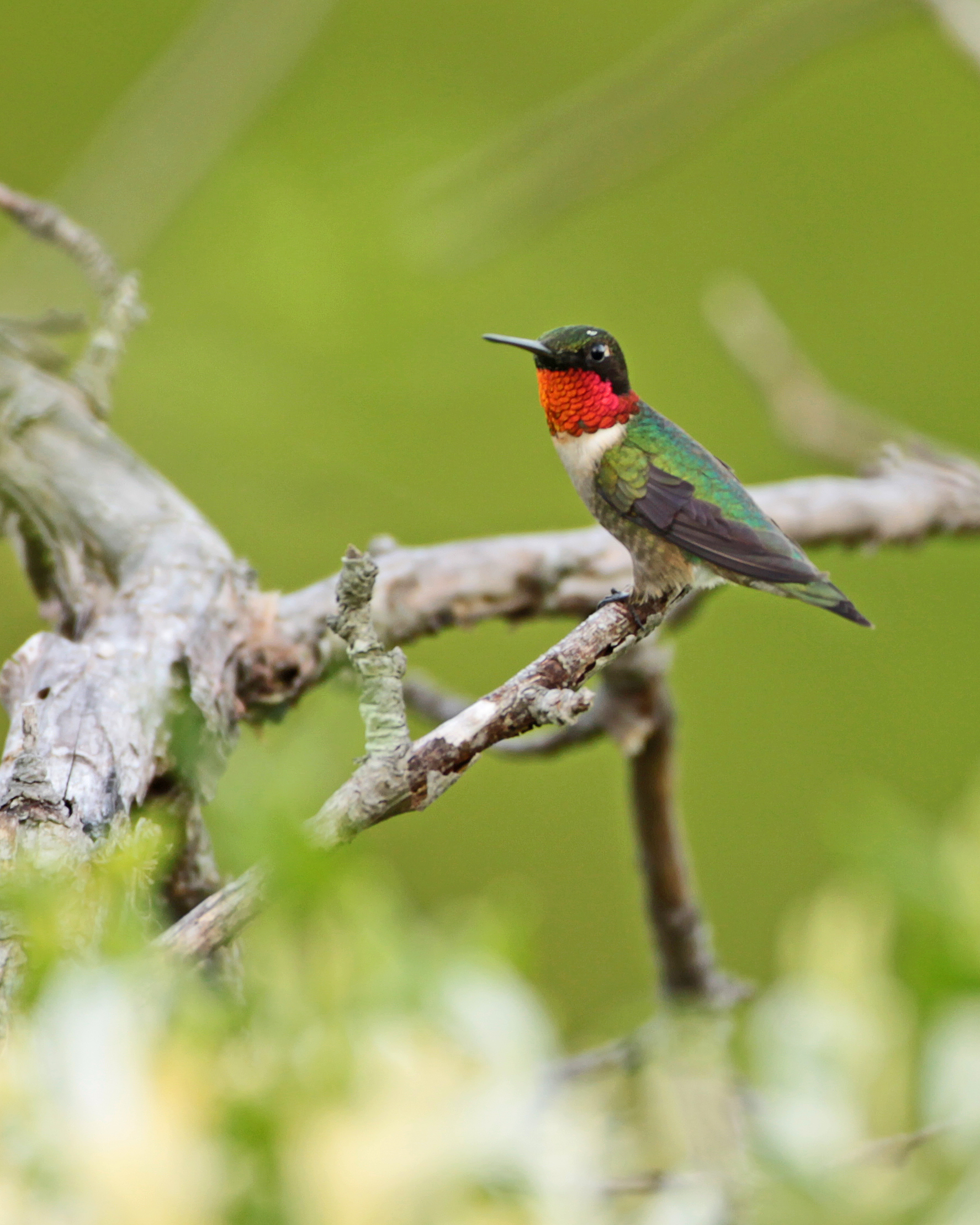
Colibrí mascle (Archilochus colubris)

Els colibrís o picaflors són els ocells que formen la família dels troquílids (Trochilidae). Són originaris exclusivament d'Amèrica i les espècies es troben des del sud d'Alaska i el Canadà a la Patagònia, tot i que són més abundants a les zones tropicals.
La família dels troquílids té uns 123 gèneres i gairebé 340 espècies. La mida d'aquests ocells oscil·la entre els 6 i els 22 cm i pesen entre 1,8 i 24 grams. El colibrí d'Anna, capaç de moure's 400 longituds corporals per segon i de resistir a acceleracions centrípetes de 10 g, és el vertebrat més ràpid del món.
L'arbre genealògic dels colibrís, reconstruït basant-se en una anàlisi de 284 de les 338 espècies conegudes, fa pensar en una ràpida diversificació a partir del Miocè inferior, fa 22 milions d'anys. Es reparteixen en nou grans clades que reflecteixen les seves relacions amb les plantes amb flor nectaríferes i la seva expansió a noves regions. Malgrat que tots els colibrís necessiten nèctar per alimentar el seu metabolisme tan ràpid i el seu estil de vol estacionari, la coevolució de la forma de les flors i dels becs ha afavorit l'aparició de noves espècies de plantes i colibrís.

## Característiques distintives
- S'alimenten principalment del nèctar de les flors, normalment les de color vermell i corol·la tubular a les quals pol·linitzen. També mengen ocasionalment insectes.
- El bec és prim i molt llarg
- La llengua és bífida i molt llarga, i s'enrotlla al voltant del crani quan l'ocell està en repòs.
- Les potes són tan curtes i fràgils que els colibrís han perdut gairebé la capacitat de caminar.
- El plomatge presenta iridescències que li donen un aspecte metàl·lic.
- Poden estar immòbils a l'aire, pujar verticalment o anar enrere quan estan volant, ja que les ales baten a una velocitat de 15 a 80 vegades per segon, segons les espècies. També és curiós el fet que baten les ales en forma de vuit (d'aquí que puguin restar immòbils. Si les batessin com la resta d'ocells no serien capaços de fer-ho).
- Els seus ous, malgrat ser els més petits d'entre els ocells, són grossos en relació al pes dels colibrís, com succeeix a l'inrevés amb la grandària dels ous d'estruç.

## Metabolisme
Tenen el metabolisme més actiu d'entre tots els animals de sang calenta i el cor d'algunes espècies, com el colibrí de gola blava, arriba a bategar fins a 1.260 vegades per minut. Per a mantenir aquesta activitat metabòlica els cal alimentar-se de manera contínua. Tot i així tenen diverses estratègies de resistència com és el caure en una mena de letargia o l'estalvi energètic nocturn. A més acostumen a migrar en èpoques desfavorables tot i que algunes espècies suporten temperatures de –20 °C.
El metabolisme dels colibrís té la màxima capacitat coneguda de lliurament d'oxigen a les mitocòndries musculars i es creu que arriben al límit del que és possible per al disseny d'un vertebrat.

## Dimorfismes sexuals
Els colibrís presenten dimorfisme sexual de mida segons la regla de Rensch, on els mascles són més petits que les femelles en espècies de cos petit, i els mascles són més grans que les femelles en espècies de cos gran. L'abast d'aquesta diferència de mida sexual varia entre els clades de colibrís. Per exemple, el clade Mellisugini (colibrís abella) exhibeix un gran dimorfisme de mida, amb les femelles sent més grans que els mascles. Per contra, el clade Lesbiini  mostra molt poc dimorfisme de mida; mascles i femelles són de mida similar. També hi ha dimorfismes sexuals en la mida i la forma del bec entre mascles i femelles de colibrís, on en molts clades, les femelles tenen becs més llargs i corbats, afavorits per accedir al nèctar de flors altes. Per a mascles i femelles de la mateixa mida, les femelles tendeixen a tenir becs més grans.
Les diferències sexuals de mida i bec probablement van evolucionar a causa de les limitacions imposades pel festeig, ja que les exhibicions d'aparellament dels mascles de colibrí requereixen maniobres aèries complexes. Els mascles solen ser més petits que les femelles, cosa que permet estalviar energia per buscar aliment de manera competitiva i participar més sovint en el festeig. Així, la selecció sexual afavoreix els mascles de colibrí més petits.
Les femelles de colibrí solen ser més grans, requerint més energia, amb becs més llargs que permeten un accés més efectiu al nèctar de les flors altes. Així, les femelles són millors en la cerca d'aliment, l'obtenció de nèctar de les flors i el manteniment de les demandes energètiques de la seva mida corporal més gran. La selecció direccional afavoreix, per tant, els colibrís més grans a l'hora d'aconseguir aliment.
Una altra causa evolutiva d'aquest dimorfisme sexual del bec és que les forces selectives de la competència pel nèctar entre els sexes de cada espècie impulsen el dimorfisme sexual. Depenent de quin sexe mantingui el territori en l'espècie, és avantatjós que l'altre sexe tingui un bec més llarg i sigui capaç d'alimentar-se d'una gran varietat de flors, disminuint la competència intraespecífica. Per exemple, en espècies de colibrís on els mascles tenen becs més llargs, aquests no mantenen un territori específic i tenen un sistema d'aparellament lek. En espècies on els mascles tenen becs més curts que les femelles, els mascles defensen els seus recursos, de manera que les femelles es beneficien d'un bec més llarg per alimentar-se d'un rang més ampli de flors.

### Colors del plomatge

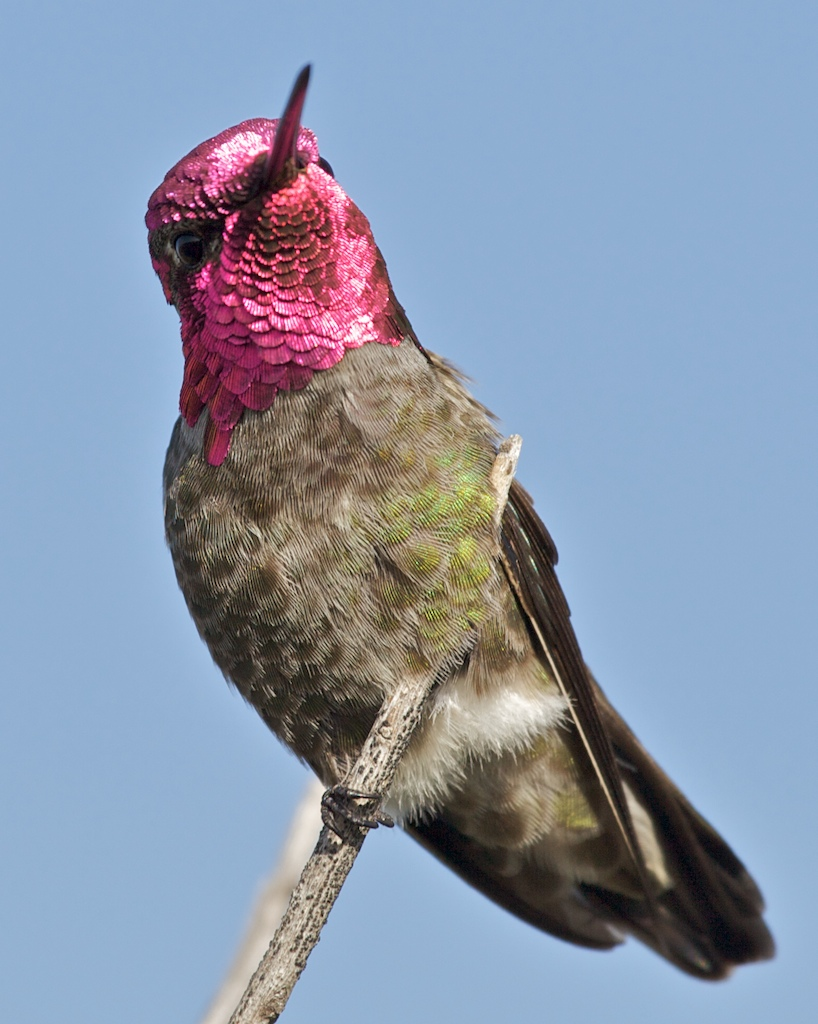
Mascle de colibrí d'Anna mostrant les plomes iridescents de la corona i la gorja.

La gamma de colors del plomatge dels colibrís, particularment per als colors blau, verd i porpra a la gorja i la corona dels mascles, ocupa el 34% de l'espai de color total de les plomes d'ocells. Les plomes blanques (sense pigmentar) tenen la menor incidència en la gamma de colors dels colibrís. La diversitat de colors del plomatge dels colibrís va evolucionar a partir de la selecció sexual i social, que es correlaciona amb la taxa de desenvolupament d'espècies de colibrís al llarg de milions d'anys. Els colors brillants del plomatge en els mascles formen part de la competència agressiva pels recursos de les flors i per l'aparellament. Els colors brillants són el resultat de la pigmentació a les plomes i de cèl·lules prismàtiques dins de les capes superiors de les plomes del cap, la gorja, el pit, l'esquena i les ales. Quan la llum solar colpeja aquestes cèl·lules, es divideix en longituds d'ona que es reflecteixen a l'observador amb diferents graus d'intensitat, amb l'estructura de la ploma actuant com una xarxa de difracció. Els colors iridescents dels colibrís resulten d'una combinació de refracció i pigmentació, ja que les estructures de difracció estan fetes de melanina, un pigment, i també poden ser acolorides per pigmentació de carotenoides i colors més discrets com el negre, el marró o el gris, que depenen de la melanina.
Simplement canviant de posició, les regions de plomes d'un ocell amb un aspecte apagat poden tornar-se a l'instant vermelles o d'un verd viu. Per exemple, en exhibicions de festeig, els mascles del colibrí d'Anna, que és molt acolorit, orienten els seus cossos i plomes cap al sol per millorar el valor d'exhibició del seu plomatge iridescent davant d'una femella d'interès.
Un estudi sobre els colibrís d'Anna va trobar que la proteïna de la dieta era un factor influent en el color de les plomes, ja que els ocells que rebien més proteïna van desenvolupar plomes del pili significativament més acolorides que els que seguien una dieta baixa en proteïnes. A més, els ocells amb una dieta alta en proteïnes van desenvolupar plomes de la cua de color verd més groguenc (major matís) que els ocells amb una dieta baixa en proteïnes.

## Taxonomia
Tradicionalment se'ls ha ubicat dins l'ordre Apodiformes, on hi ha també els falciots, i encara que segons alguns taxonomistes els colibrís tindrien un ordre propi, Trochiliformes, no hi ha proves concloents per acceptar la proposta.
És la família d'ocells amb el segon major nombre d'espècies.
Tradicionalment s'han classificat en dues subfamílies, els fetornitins (Phaethornithinae), amb unes 34 espècies en sis gèneres, i els troquilins (Trochilinae), amb tota la resta.
Modernament però, estudis moleculars, han demostrat que la família es compon de nou clades principals. A diverses classificacions són dividits en 6 subfamílies. Els colibrís són actualment classificats en 132 gèneres amb 366 espècies (dues d'elles extintes):
- Subfamília dels florisugins (Florisuginae), amb dos gèneres i 4 espècies.
- Subfamília dels fetornitins (Phaethornithinae), amb 6 gèneres i 37 espècies.
- Subfamília dels politmins (Polytminae), amb 12 gèneres i 30 espècies.
- Subfamília dels lesbins (Lesbiinae), amb 32 gèneres i 128 espècies.			
  - Tribu Lesbiini, amb 18 gèneres i 67 espècies.
  - Tribu Heliantheini, amb 13 gèneres i 61 espècies.
- Subfamília dels patagonins (Patagoninae), amb un gènere (Patagona) i una espècie: colibrí gegant (Patagona gigas).
- Subfamília dels troquilins (Trochilinae), amb 51 gèneres i 164 espècies (dues extintes)			
  - Tribu Lampornithini, amb 7 gèneres i 17 espècies.
  - Tribu Mellisugini, amb 16 gèneres i 36 espècies.
  - Tribu Trochilini, amb 28 gèneres i 111 espècies (dues extintes)

Els estudis filogenètics moleculars van determinar les relacions entre els principals grups de colibrís, expresats en el cladograma següent:

|  | Florisugins (Florisuginae)     |
|  |                                |
|  | Fetornitins (Phaethornithinae) |
|  |                                |

|  | Tribu Heliantheini |
|  |                    |
|  | Tribu Lesbiini     |
|  |                    |

|  | Tribu Trochilini                                                          |
|  |                                                                           |
|  | \| \| Tribu Lampornithini \| \| \| \| \| \| Tribu Mellisugini \| \| \| \| |
|  |                                                                           |
|  | Tribu Lampornithini                                                       |
|  |                                                                           |
|  | Tribu Mellisugini                                                         |
|  |                                                                           |

|  | Tribu Lampornithini |
|  |                     |
|  | Tribu Mellisugini   |
|  |                     |

|  | Tribu Trochilini                                                          |
|  |                                                                           |
|  | \| \| Tribu Lampornithini \| \| \| \| \| \| Tribu Mellisugini \| \| \| \| |
|  |                                                                           |
|  | Tribu Lampornithini                                                       |
|  |                                                                           |
|  | Tribu Mellisugini                                                         |
|  |                                                                           |

|  | Tribu Lampornithini |
|  |                     |
|  | Tribu Mellisugini   |
|  |                     |

|  | Tribu Heliantheini |
|  |                    |
|  | Tribu Lesbiini     |
|  |                    |

|  | Tribu Trochilini                                                          |
|  |                                                                           |
|  | \| \| Tribu Lampornithini \| \| \| \| \| \| Tribu Mellisugini \| \| \| \| |
|  |                                                                           |
|  | Tribu Lampornithini                                                       |
|  |                                                                           |
|  | Tribu Mellisugini                                                         |
|  |                                                                           |

|  | Tribu Lampornithini |
|  |                     |
|  | Tribu Mellisugini   |
|  |                     |

|  | Tribu Trochilini                                                          |
|  |                                                                           |
|  | \| \| Tribu Lampornithini \| \| \| \| \| \| Tribu Mellisugini \| \| \| \| |
|  |                                                                           |
|  | Tribu Lampornithini                                                       |
|  |                                                                           |
|  | Tribu Mellisugini                                                         |
|  |                                                                           |

|  | Tribu Lampornithini |
|  |                     |
|  | Tribu Mellisugini   |
|  |                     |

|  | Tribu Heliantheini |
|  |                    |
|  | Tribu Lesbiini     |
|  |                    |

|  | Tribu Trochilini                                                          |
|  |                                                                           |
|  | \| \| Tribu Lampornithini \| \| \| \| \| \| Tribu Mellisugini \| \| \| \| |
|  |                                                                           |
|  | Tribu Lampornithini                                                       |
|  |                                                                           |
|  | Tribu Mellisugini                                                         |
|  |                                                                           |

|  | Tribu Lampornithini |
|  |                     |
|  | Tribu Mellisugini   |
|  |                     |

|  | Tribu Trochilini                                                          |
|  |                                                                           |
|  | \| \| Tribu Lampornithini \| \| \| \| \| \| Tribu Mellisugini \| \| \| \| |
|  |                                                                           |
|  | Tribu Lampornithini                                                       |
|  |                                                                           |
|  | Tribu Mellisugini                                                         |
|  |                                                                           |

|  | Tribu Lampornithini |
|  |                     |
|  | Tribu Mellisugini   |
|  |                     |

|  | Tribu Heliantheini |
|  |                    |
|  | Tribu Lesbiini     |
|  |                    |

|  | Tribu Trochilini                                                          |
|  |                                                                           |
|  | \| \| Tribu Lampornithini \| \| \| \| \| \| Tribu Mellisugini \| \| \| \| |
|  |                                                                           |
|  | Tribu Lampornithini                                                       |
|  |                                                                           |
|  | Tribu Mellisugini                                                         |
|  |                                                                           |

|  | Tribu Lampornithini |
|  |                     |
|  | Tribu Mellisugini   |
|  |                     |

|  | Tribu Trochilini                                                          |
|  |                                                                           |
|  | \| \| Tribu Lampornithini \| \| \| \| \| \| Tribu Mellisugini \| \| \| \| |
|  |                                                                           |
|  | Tribu Lampornithini                                                       |
|  |                                                                           |
|  | Tribu Mellisugini                                                         |
|  |                                                                           |

|  | Tribu Lampornithini |
|  |                     |
|  | Tribu Mellisugini   |
|  |                     |

|  | Florisugins (Florisuginae)     |
|  |                                |
|  | Fetornitins (Phaethornithinae) |
|  |                                |

|  | Tribu Heliantheini |
|  |                    |
|  | Tribu Lesbiini     |
|  |                    |

|  | Tribu Trochilini                                                          |
|  |                                                                           |
|  | \| \| Tribu Lampornithini \| \| \| \| \| \| Tribu Mellisugini \| \| \| \| |
|  |                                                                           |
|  | Tribu Lampornithini                                                       |
|  |                                                                           |
|  | Tribu Mellisugini                                                         |
|  |                                                                           |

|  | Tribu Lampornithini |
|  |                     |
|  | Tribu Mellisugini   |
|  |                     |

|  | Tribu Trochilini                                                          |
|  |                                                                           |
|  | \| \| Tribu Lampornithini \| \| \| \| \| \| Tribu Mellisugini \| \| \| \| |
|  |                                                                           |
|  | Tribu Lampornithini                                                       |
|  |                                                                           |
|  | Tribu Mellisugini                                                         |
|  |                                                                           |

|  | Tribu Lampornithini |
|  |                     |
|  | Tribu Mellisugini   |
|  |                     |

|  | Tribu Heliantheini |
|  |                    |
|  | Tribu Lesbiini     |
|  |                    |

|  | Tribu Trochilini                                                          |
|  |                                                                           |
|  | \| \| Tribu Lampornithini \| \| \| \| \| \| Tribu Mellisugini \| \| \| \| |
|  |                                                                           |
|  | Tribu Lampornithini                                                       |
|  |                                                                           |
|  | Tribu Mellisugini                                                         |
|  |                                                                           |

|  | Tribu Lampornithini |
|  |                     |
|  | Tribu Mellisugini   |
|  |                     |

|  | Tribu Trochilini                                                          |
|  |                                                                           |
|  | \| \| Tribu Lampornithini \| \| \| \| \| \| Tribu Mellisugini \| \| \| \| |
|  |                                                                           |
|  | Tribu Lampornithini                                                       |
|  |                                                                           |
|  | Tribu Mellisugini                                                         |
|  |                                                                           |

|  | Tribu Lampornithini |
|  |                     |
|  | Tribu Mellisugini   |
|  |                     |

|  | Tribu Heliantheini |
|  |                    |
|  | Tribu Lesbiini     |
|  |                    |

|  | Tribu Trochilini                                                          |
|  |                                                                           |
|  | \| \| Tribu Lampornithini \| \| \| \| \| \| Tribu Mellisugini \| \| \| \| |
|  |                                                                           |
|  | Tribu Lampornithini                                                       |
|  |                                                                           |
|  | Tribu Mellisugini                                                         |
|  |                                                                           |

|  | Tribu Lampornithini |
|  |                     |
|  | Tribu Mellisugini   |
|  |                     |

|  | Tribu Trochilini                                                          |
|  |                                                                           |
|  | \| \| Tribu Lampornithini \| \| \| \| \| \| Tribu Mellisugini \| \| \| \| |
|  |                                                                           |
|  | Tribu Lampornithini                                                       |
|  |                                                                           |
|  | Tribu Mellisugini                                                         |
|  |                                                                           |

|  | Tribu Lampornithini |
|  |                     |
|  | Tribu Mellisugini   |
|  |                     |

|  | Tribu Heliantheini |
|  |                    |
|  | Tribu Lesbiini     |
|  |                    |

|  | Tribu Trochilini                                                          |
|  |                                                                           |
|  | \| \| Tribu Lampornithini \| \| \| \| \| \| Tribu Mellisugini \| \| \| \| |
|  |                                                                           |
|  | Tribu Lampornithini                                                       |
|  |                                                                           |
|  | Tribu Mellisugini                                                         |
|  |                                                                           |

|  | Tribu Lampornithini |
|  |                     |
|  | Tribu Mellisugini   |
|  |                     |

|  | Tribu Trochilini                                                          |
|  |                                                                           |
|  | \| \| Tribu Lampornithini \| \| \| \| \| \| Tribu Mellisugini \| \| \| \| |
|  |                                                                           |
|  | Tribu Lampornithini                                                       |
|  |                                                                           |
|  | Tribu Mellisugini                                                         |
|  |                                                                           |

|  | Tribu Lampornithini |
|  |                     |
|  | Tribu Mellisugini   |
|  |                     |

## Enemics naturals

### Depredadors
S'ha observat que les mantis religioses són depredadores de colibrís. Altres depredadors inclouen gats domèstics, libèl·lules, granotes, aranyes teixidores de teranyines i altres ocells, com el correcamins.

### Paràsits
Els colibrís allotgen una fauna de polls altament especialitzada. Dos gèneres de polls ricínids, Trochiloecetes i Trochiliphagus, són paràsits especialitzats en ells, i sovint infesten entre el 5% i el 15% de les seves poblacions. En contrast, dos gèneres de polls menopònids, Myrsidea i Leremenopon, hi són extremadament rars.

## Vol

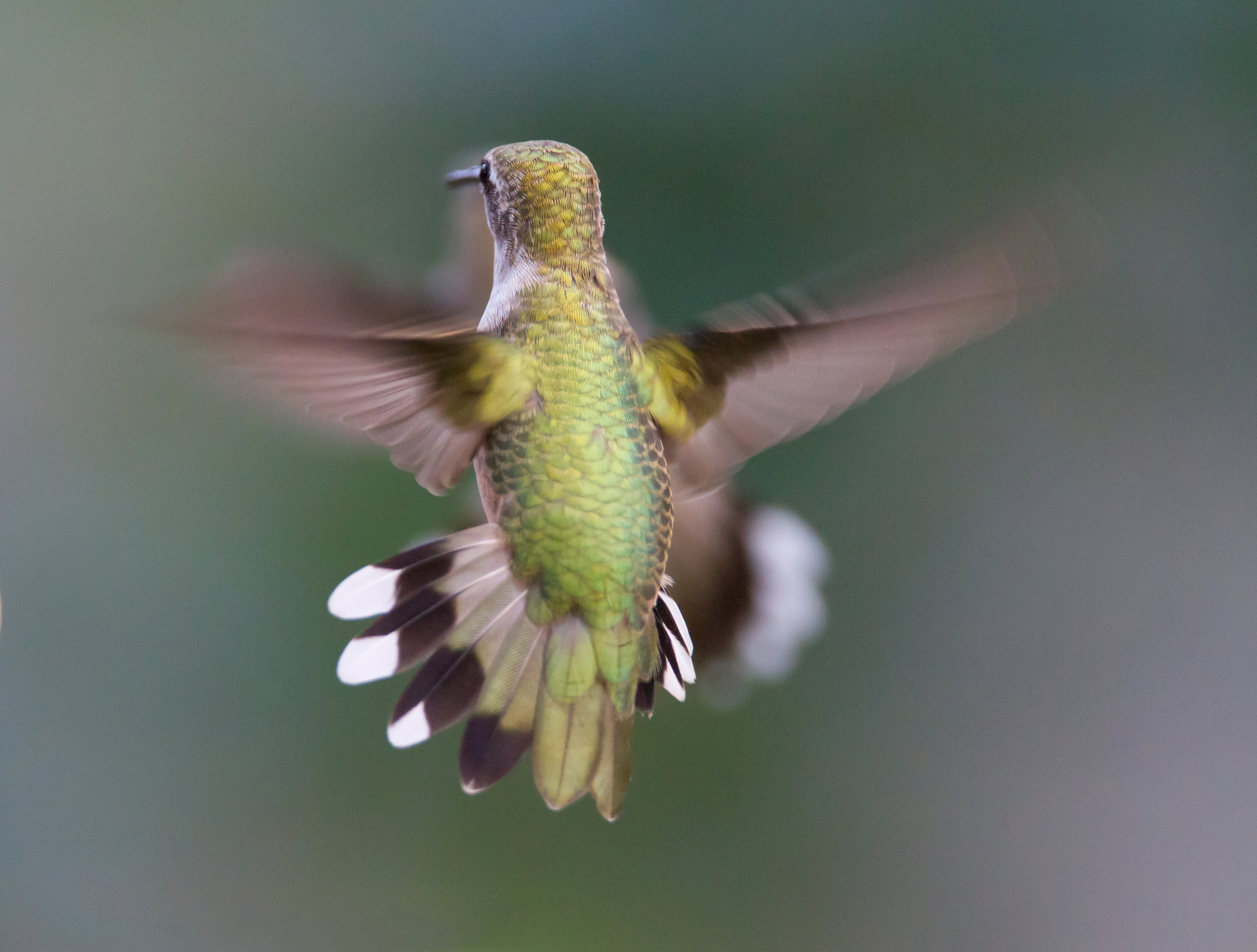
Una femella de colibrí gorja-roig planant en l'aire.

El vol dels colibrís s'ha estudiat intensament des d'una perspectiva aerodinàmica utilitzant túnels de vent i càmeres de vídeo d'alta velocitat. Dos estudis realitzats en un túnel de vent amb colibrís d'Anna o de ventre rogenc van utilitzar tècniques de velocimetria d'imatges per partícules per investigar la sustentació generada durant el moviment de pujada i baixada de les ales. Els ocells van produir el 75% del seu suport de pes durant el moviment de baixada i el 25% durant el de pujada, amb les ales movent-se en un moviment en forma de "figura 8".

Els colibrís generen un rastre de vòrtex sota cada ala mentre planegen.

Molts estudis anteriors havien assumit que la sustentació es generava de manera igual durant les dues fases del cicle de batuda de les ales, com és el cas dels insectes de mida similar. Aquesta troballa mostra que el vol planejat dels colibrís és similar, però diferent, al d'insectes que planegen com la papallona de la mort. Altres estudis utilitzant electromiografia en colibrís de ventre rogenc que planegen van demostrar que la tensió muscular en el múscul pectoral major (el principal múscul de baixada) era la més baixa registrada fins ara en un ocell en vol, i el principal múscul de pujada (supracoracoide) és proporcionalment més gran que en altres espècies d'ocells. Presumiblement a causa de les ràpides batudes d'ales per volar i planar, les ales dels colibrís s'han adaptat per funcionar sense una alula.
Les ales del colibrí gegant baten tan sols 12 vegades per segon, i les ales dels colibrís típics baten fins a 80 vegades per segon. A mesura que la densitat de l'aire disminueix, per exemple, a altituds més altes, la quantitat d'energia que un colibrí ha d'utilitzar per planar augmenta. Les espècies de colibrí adaptades per a la vida a altituds més elevades, per tant, tenen ales més grans per ajudar a compensar aquests efectes negatius de la baixa densitat de l'aire en la generació de sustentació.
Un vídeo a càmera lenta ha mostrat com els colibrís gestionen la pluja quan volen. Per treure l'aigua dels seus caps, sacsegen el cap i el cos, de manera similar a com un gos se sacseja, per desfer-se de l'aigua. A més, quan les gotes de pluja col·lectivament poden pesar fins a un 38% del pes corporal de l'ocell, els colibrís mouen els seus cossos i cues horitzontalment, baten les ales més ràpides i redueixen l'angle de moviment de les seves ales quan volen sota una pluja intensa.

### Batudes d'ales i estabilitat del vol
La taxa de batuda d'ales més alta registrada per a colibrís en suspensió és de 99,1 per segon, mesurada en mascles de fusters (Chaetocercus sp.). S'ha registrat que els mascles del gènere Chaetocercus baten les ales per sobre de 100 vegades per segon durant les exhibicions de festeig. El nombre de batudes per segon augmenta per sobre del vol suspès "normal" durant les exhibicions de festeig (fins a 90 per segon per al colibrí cal·líope, Selasphorus calliope); una taxa de batuda d'ales un 40% més alta que la seva taxa de suspensió típica.
Durant condicions de flux d'aire turbulent creades experimentalment en un túnel de vent, els colibrís mostren posicions i orientació del cap estables quan planegen prop d'un punt d'alimentació. Quan el vent bufa des del costat, els colibrís ho compensen augmentant l'amplitud de la batuda de les ales i l'angle del pla de la batuda, i variant aquests paràmetres de manera asimètrica entre les ales i d'una batuda a l'altra. També varien l'orientació i augmenten l'àrea superficial col·lectiva de les plomes de la cua en forma de ventall. Mentre estan en suspensió, el sistema visual d'un colibrí és capaç de separar el moviment aparent causat pel moviment del mateix colibrí dels moviments causats per fonts externes, com ara un depredador que s'acosta. En entorns naturals plens de moviments de fons altament complexos, els colibrís poden romandre en suspensió amb precisió mitjançant una ràpida coordinació de la visió amb la posició del cos.

## Reproducció
Els mascles de colibrí no participen en la nidificació. La majoria d'espècies construeixen un niu en forma de copa a la branca d'un arbre o arbust. La mida del niu varia segons l'espècie – des de més petit que la meitat d'una closca de nou fins a diversos centímetres de diàmetre.
Moltes espècies de colibrí utilitzen seda d'aranya i liquen per unir el material del niu i assegurar l'estructura. Les propietats úniques de la seda permeten que el niu s'expandeixi a mesura que els joves colibrís creixen. Ponen dos ous blancs, que tot i ser els més petits de tots els ous d'ocell, són grans en relació a la mida de l'adult. La incubació dura entre 14 i 23 dies, depenent de l'espècie, la temperatura ambiental i l'atenció que la femella presti al niu. La mare alimenta els seus pollets amb petits artròpodes i nèctar, inserint el seu bec a la boca oberta del pollet i regurgitant el menjar al seu pap. Els colibrís romanen al niu durant 18-22 dies, després dels quals el deixen per buscar aliment pel seu compte, tot i que la mare pot continuar alimentant-los durant 25 dies més.